# Sevinfuori
Sevinfuori est une ancienne piève de Corse. Située dans l'ouest de l'île, elle relevait de la province de Vico sur le plan civil et du diocèse de Sagone sur le plan religieux.

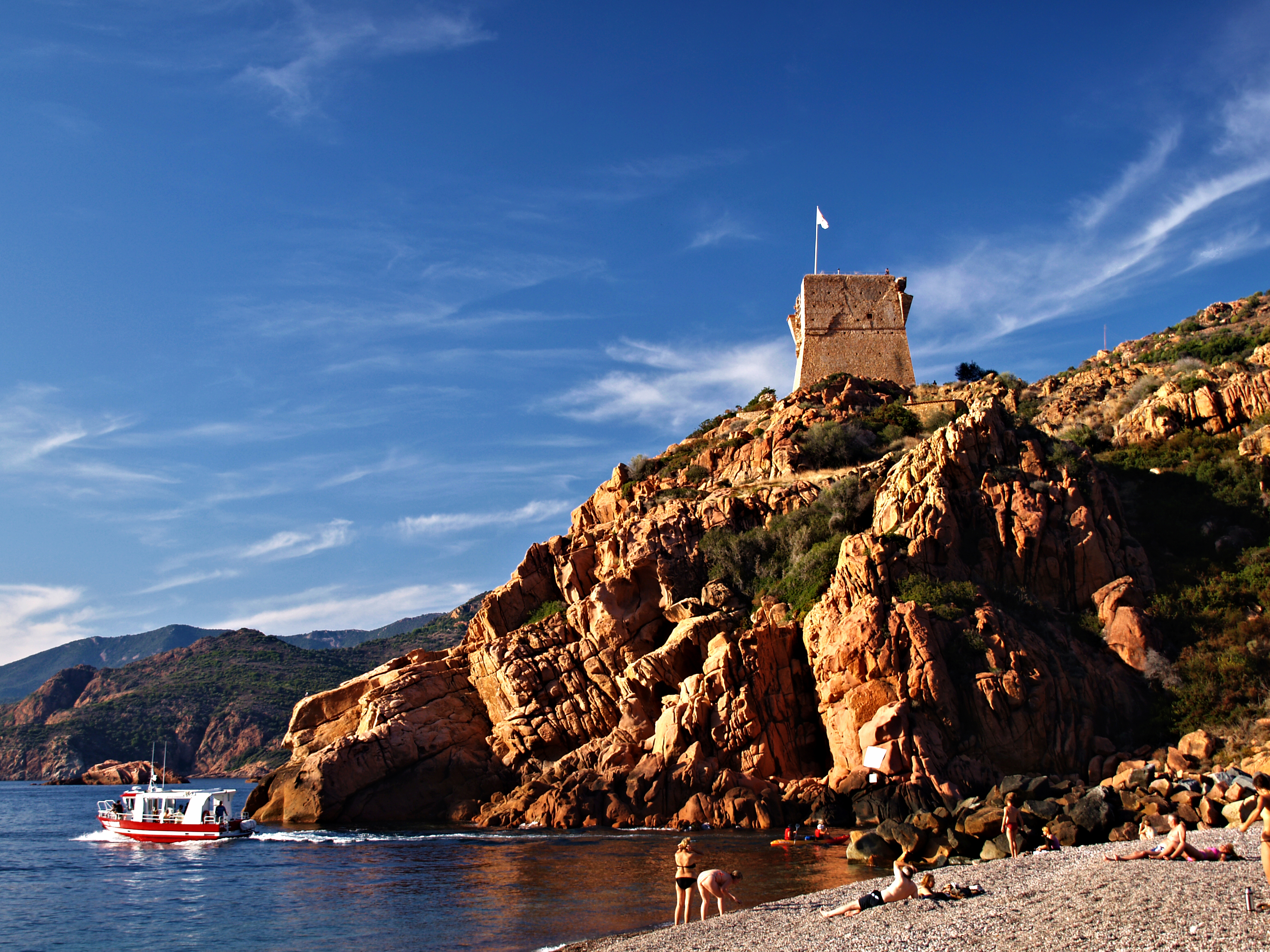
Tour génoise de Porto

## Géographie
La piève de Sevinfuori correspond au territoire des actuelles communes de :
- Ota ;
- Piana ;
- Cargèse.

Sevinfuori était une pieve du diocèse de Sagone, dans le « Delà des Monts » (Di la da Monti).
Son territoire correspondait à ceux réunis des anciennes pièves de Sia, Salogna et Paomia réunis sous le noms de Siasalogna au XVIIIe siècle. Ces trois pièves correspondaient aux actuelles communes d'Ota, Piana et Cargèse. 
Les pièves limitrophes de Sevinfuori sont :

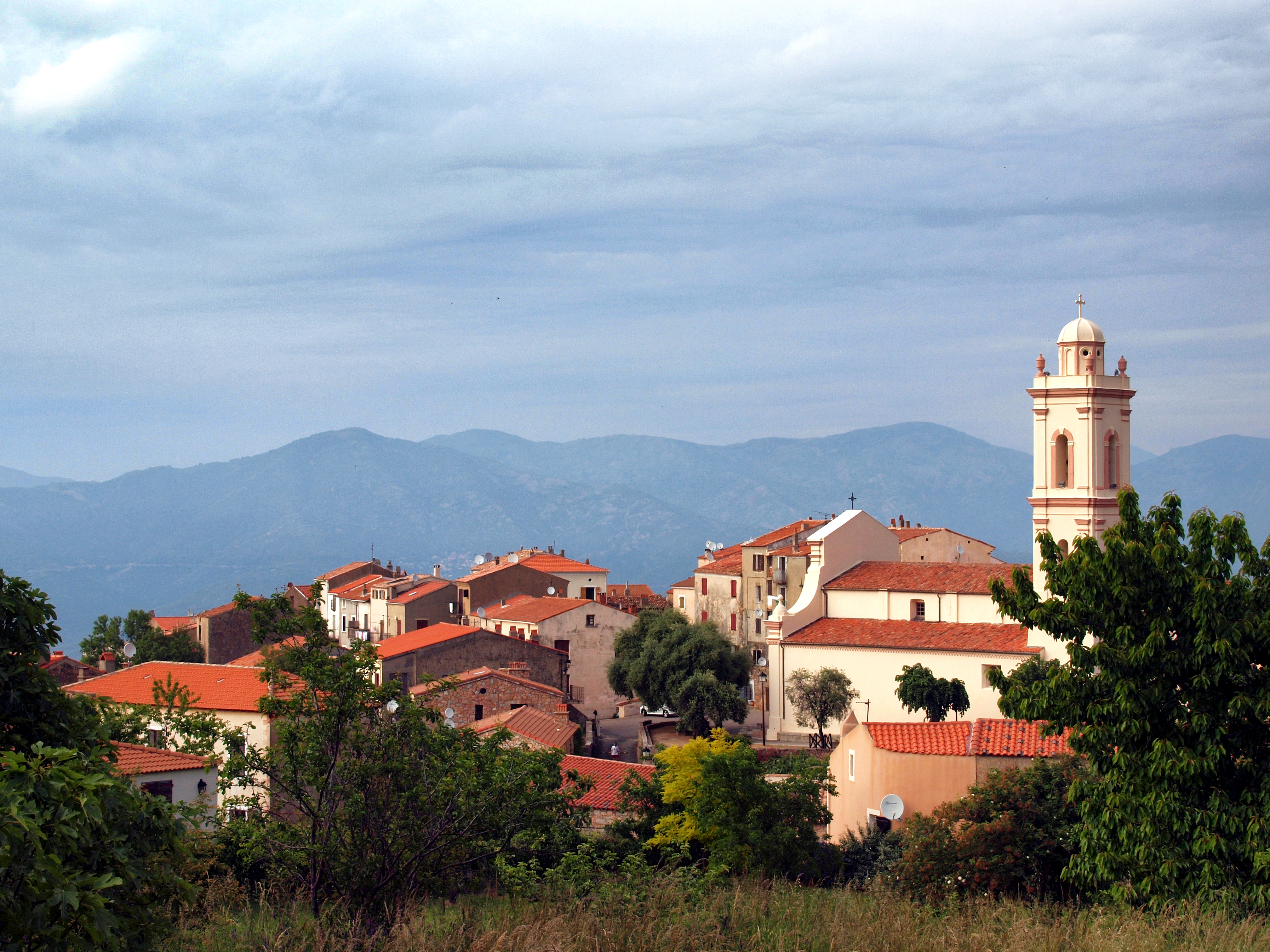
Piana.
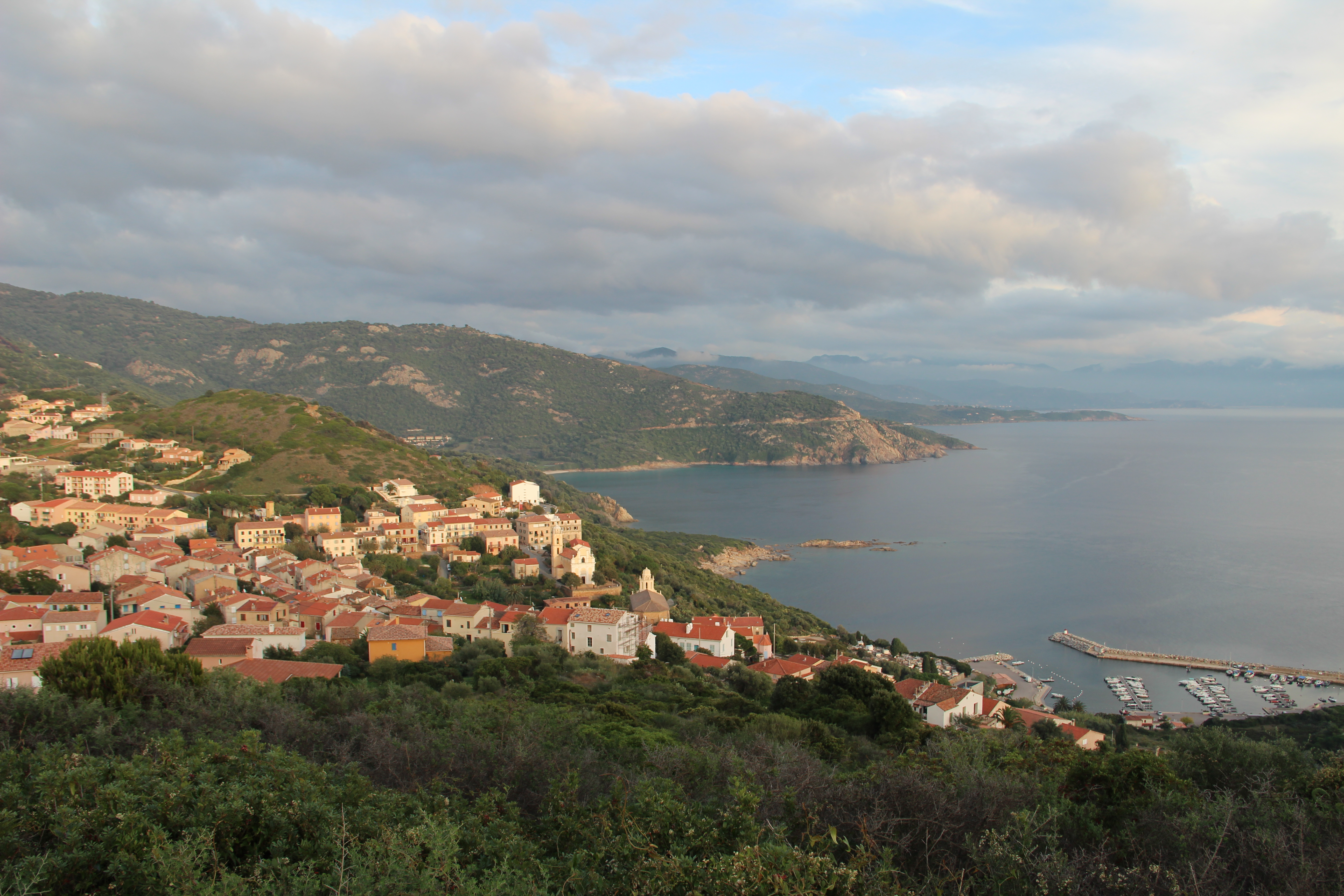
Cargèse.
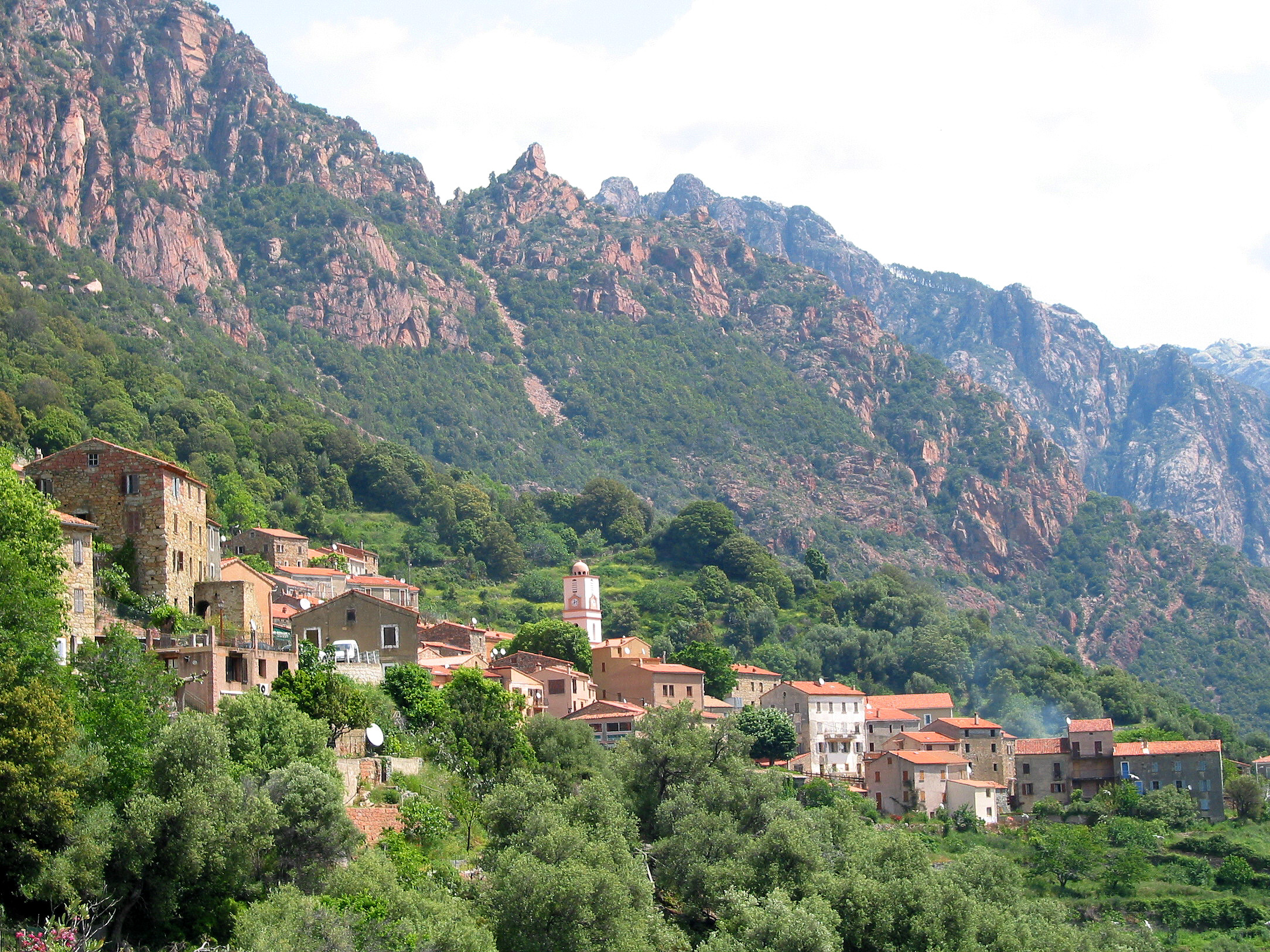
Ota.

## Histoire

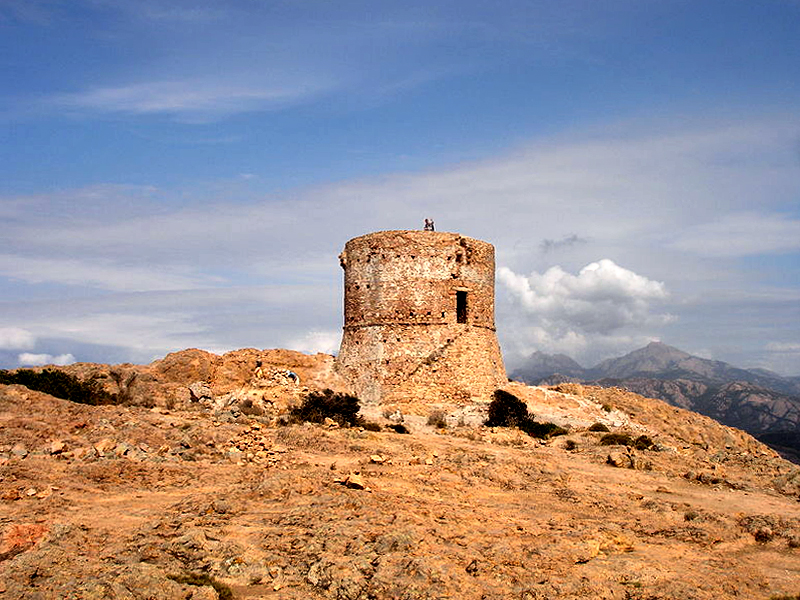
Tour de Turghju à Capo Rosso

Au XIIe siècle, mettant en œuvre une réforme ecclésiastique impulsée par Landolfe de Pise et ses successeurs métropolitains, les Pisans instaurent les pièves comme divisions administratives sur l'île. Les pièves de Sia et Salogna sont créées. Durant des siècles, toutes deux font partie d'un fief dominé par les seigneurs de Leca, dont le domaine s’étendait du sud de Calvi jusqu'au nord d'Ajaccio. Le Vicolais était allié à des chefs rebelles comme Giovan Paolo di Leca (fin du XVe siècle, début du XVIe siècle), qui étaient en résistance contre Gênes. Les pièves de la région seront dévastées par les Génois et les incursions turques.
- 1412 - Rinuccio de Leca seigneur de Vico de 1378 à 1445, ambitionne de reconquérir le pouvoir.
- 1413 - Il fait bâtir le castello di Rocche di Sia sur le rocher de Spelonca, un éperon rocheux stratégiquement bien placé[Note 3], commandant la basse vallée du Porto. Il établit son autorité sur les habitants des pièves de Salogna, Sevenentro et Sia, avec le concours des notables des lieux ou Principali.
- 1414 - Il est vaincu par Vincentello d'Istria qui l'emprisonne en 1426 et établit une garnison aux Rocche di Sia.
- 1433 - Rinuccio participe aux soulèvements des féodaux et caporaux du nord de l'île contre Vincentello d'Istria. À la faveur des troubles, il reprend possession du château et étend sa seigneurie aux pièves du Vicolais.
- 1440 - Les Génois l'investissent de la forteresse de Cinarca après qu'il leur a prêté serment de fidélité.
- 1460 - La Banque de Saint-Georges ordonne le dépeuplement des pièves de Sia et de Sevendentro, partisanes des seigneurs rebelles, mais pas celle de Salogna.
- 1461 - Faute de moyens pour l'entretenir, la Banque de Saint-Georges fait démanteler les défenses de la forteresse des Rocche di Sia qui était occupée depuis 1457 par une garnison génoise. Elles seront reconstruites en 1462 par Giocante de Leca.
- 1464 - Les ducs de Milan dominent l'île, une domination qui prendra fin en 1478. De 1464 à 1468, les castelli de Ghjineparu et de Rocche di Sia sont tenus par une garnison milanaise. Après prestation d'un serment de fidélité à la Famille Sforza[Note 4], Giocante de Leca les recouvre. Il confie les deux places-fortes à ses neveux : Ghjineparu aux fils de Mannone de Leca, Rocche di Sia à Giudicello et Giovan Paolo di Leca. Rocche di Sia servit de refuge à Giovan Paolo di Leca entre 1475 et 1476, alors qu'il subit des revers dans les guerres privées qui l'opposent à son cousin Rinuccio, fils de Giocante de Leca. La forteresse constitue l'un de ses principaux points d'appui, notamment à l’expédition militaire menée avec succès en 1483 contre les troupes du seigneur de Piombino dont l'intervention en Corse avait été sollicitée par Rinuccio et ses alliés.

Giovan Paolo de Leca fera allégeance à l'Office qui, en retour, l'investira du vaste fief de ses ancêtres, s'étendant des plaines d'Ajaccio aux confins de la Balagne.
- 1485 - Un document de 1485 témoigne de l'occupation de l'espace ; cinq villæ appartiennent à la piève de Salogna : Campo, la Piana, la Rimollaccia, Vistale et Revinda.
- 1489 - Le 29 mars, la prise du fortin de Foce d'Orto de Giovan Paolo di Leca (les vestiges sont encore visibles), mit fin à la domination de la Maison de Leca sur le fief. Le château se dressait à 4 km à l'est du village, sur la Spija dei conti (Crêtes des Conti), juste au-dessous du Monte Vittulu.

La Banque de Saint-Georges exerce alors une répression sévère sur la région. Elle confisque les biens seigneuriaux et de ceux des rebelles alliés des Leca après les avoir bannis. Elle met en œuvre une véritable politique de désertification, faisant dévaster toute la contrée, détruire maisons et cultures.
- 1492 - Pour mettre un terme aux liens constants des habitants et des seigneurs de Leca, La Banque de Saint-Georges ordonne la destruction des forteresses de Foce d'Orto, Ghjineparu et Rocche di Sia, derniers symboles du pouvoir seigneurial, ainsi que des hameaux de la piève de Sia. La population est expulsée, avec interdiction de s'y établir sous peine de mort.
- 1516 - L'Office de Saint-Georges fait droit à leur requête et les autorise à se réinstaller à Curzo, Pinito, Astica et Ota, après prestation d'un serment de fidélité et engagement pris de ne pas contracter mariage ou nouer d'alliances avec des Niolins, constants ennemis de Gênes, sans accord préalable.

Vers 1520, la piève de Salogna comptait environ 1 000 habitants. Ses lieux habités étaient :
- la Piana, Piana,
- Iustalli, Vistale, de nos jours hameau de Piana
- le Munilachie, Rimollaccia
- San Marcello, Saint-Marcel, Piève du Salognu, où avait été bâti au XIIe siècle l'église romane dédiée à saint Jean-Baptiste
- Sa’ Justo,
- Campo,
- Li Monti Grossi, et
- Raionda, Revinda aujourd'hui hameau de Marignana.

Celle de Paomia comptait un seul lieu habité : Paomia, qui comptait environ 750 habitants.
Des travaux historiques mentionnent l'existence de la piève de Revinda, « dont le territoire semble cependant avoir été rapidement intégré à celui de Salogna ainsi que le font apparaître des sources d'archives de la fin du XVe siècle ».

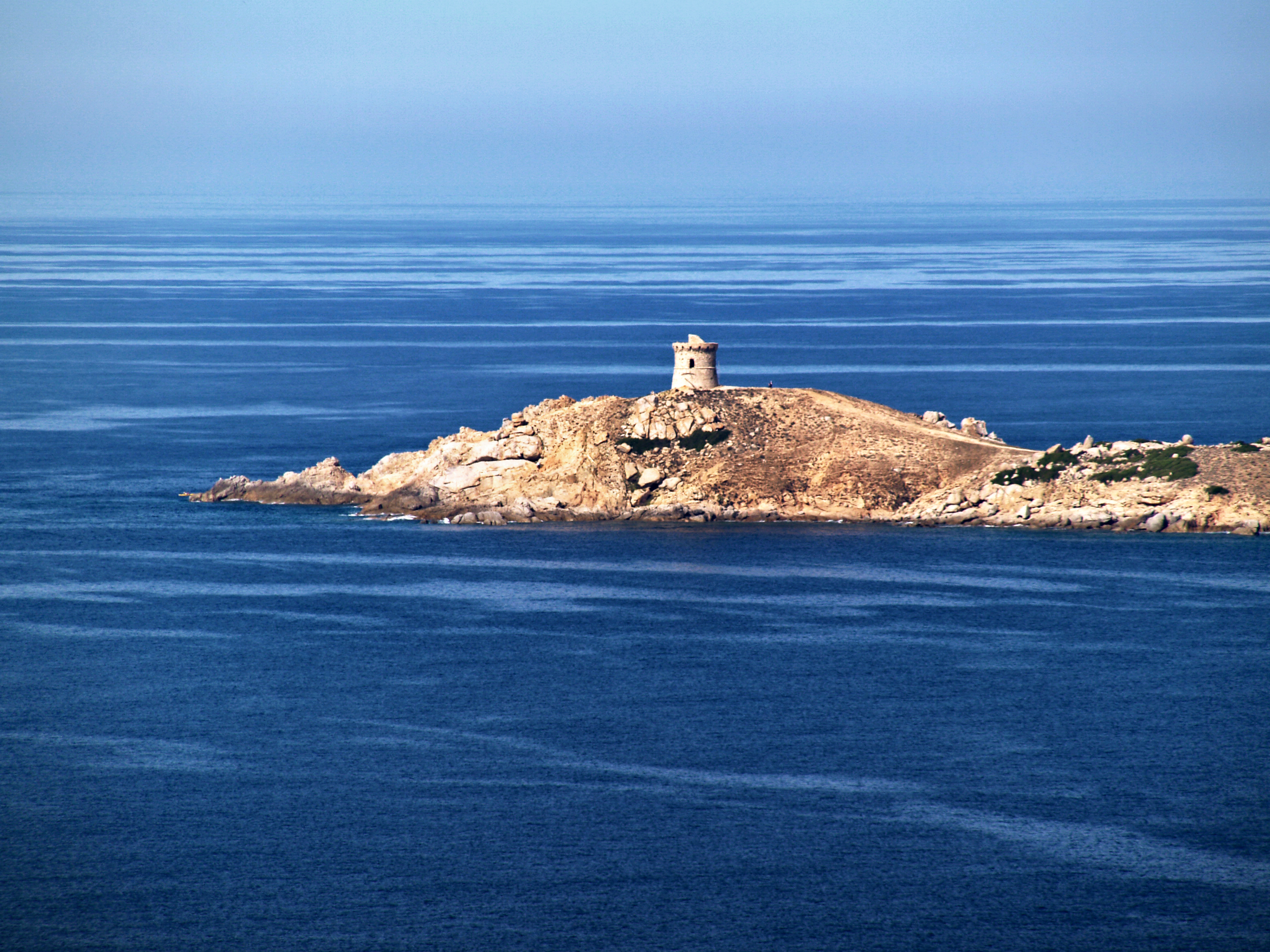
Tour d'Omigna

Au XVe siècle, conséquence de la prise de Constantinople par les Turcs en 1453, les Barbaresques commencent à razzier les côtes (ils le feront durant environ 3 siècles). Pour rassurer les populations, la république de Gênes impose la construction de tours littorales aux frais des pièves et communautés. Plusieurs tours sont érigées sur les pointes côtières : tour de Turghiu, tour d'Orchinu, tour d'Omigna, tour de Paomia, tour de Sagone, etc.
Au XVIe siècle, la région est ravagée par Antoine Spinola lorsqu'il faisait la guerre aux seigneurs de Leca. La plus grande partie des habitants s'étaient, à cette époque, retirés dans les pièves voisines. 
Au XVIe siècle, le littoral de la Corse continue d'être razzié. Toute la côte entre Calvi et Ajaccio subit de fréquentes attaques des Turcs ottomans. 
Paomia est ravagée, les habitations et édifices religieux sont détruits.
- 1530 - Les gens fuient le littoral et se replient vers des villages de hauteur à cause d'une insécurité croissante provoquée par les incursions des pirates barbaresques.

Au milieu du XVIe siècle, la Banque de Saint-Georges décide de faire fortifier le golfe de Porto par l'érection du fortin de Girolata et de la tour de Sia, dite actuellement de Porto, en concédant des terres du Sia à des patriciens génois.
Durant la seconde moitié du XVIe siècle, le dispositif défensif s'avère peu dissuasif, les barbaresques intensifient leurs incursions dévastatrices. Ils profitent des désordres provoqués dans l'île par la "guerre des Français" ou "expédition de Corse" (1553-1559) puis des luttes de Sampiero Corso et de son fils Alphonse d'Ornano contre l'autorité génoise (1564-1567).
Vers la fin du XVIe siècle, les basses terres du Salognu, ruinées, sont définitivement abandonnées, tout comme ses voisines Sia et Paomia.
En 1540 les pièves du littoral de l'île subissent les raids dévastateurs du pirate et amiral ottoman Dragut. Salogna et Sia sont ravagées. Le pirate, pourchassé par la flotte de Giannetino Doria, neveu de l'amiral Andrea Doria, est capturé dans le golfe de Girolata.
- Entre 1605 et 1611, Gênes fait édifier aux frais des communautés rurales six tours nouvelles : Omigna, Cargèse, Orchino, Cavi Rossi, Gargalo et Imbuto.

En fin du XVIe siècle, les barbaresques desserrent leur étreinte ; l'habitat se recompose.
.

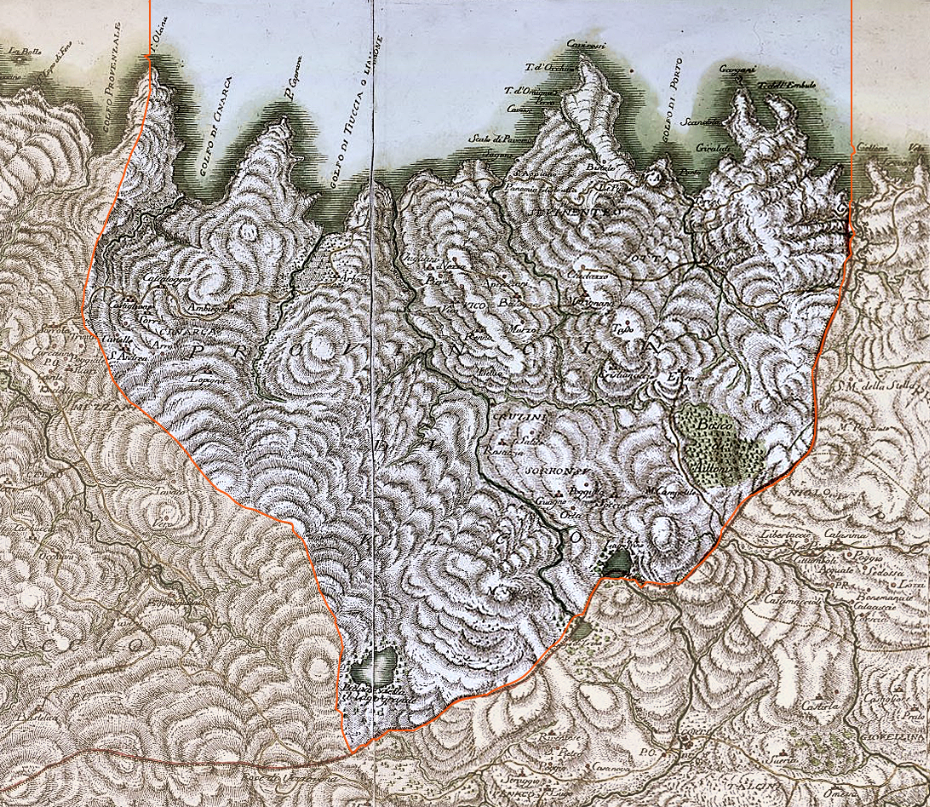
Province de Vico en 1769

Au début du XVIIIe siècle, la piève de Salogna se trouvait dans la province (ou juridiction) de Vico. Elle absorbera en grande partie le Sia, le restant l'étant par le Sevidentro. La nouvelle piève prend le nom de Siasalogna (ou encore Sia-Salogna).
Sur la Carte nouvelle de l'isle de Corse dressée par le Sr Robert de Vaugondy Gilles, cartographe, et éditée en 1756, elle occupe la partie septentrionale de la juridiction de Vico qui démarre au nord de Porto, Girolata se trouvant dans la juridiction de Calvi.
Dans son rapport dressé à la demande des Génois, l'abbé Accinelli narre que la Siasalogna était presque détruite.

« Sei Pievi, cioè Vico, Sorunzù, Sevinentro, Cruzini, e Siasalogna' con 4 000 e più abitanti formano questa Giurisditione. Dette pievi à risalva di quella di Vico sono quasi distrutte. Li suoi villaggi sono Otta, le Piane, e Paomia de Greci, hà il suo scalo nel principio del Golfo di Sagone, avendo annesso altro piccolo vilagio con chiesa dedicata à S.Martino la maggior parte però de Greci abitano in Paomia 450 abitanti fà la Pieve di Sevinentro formata da 5 ville : Eviza, Marignano, Chidazzo, Cristinaccie e Tasso »

— Francesco Maria Accinelli - Storia veridica della Corsica
.
- 1768 - Le 15 mai, par le traité de Versailles, Gênes cède la Corse à la France. Louis XV envoie son armée en prendre possession. L'île passe sous administration française.
- 1771 - Les communautés d'Ota et de Piana sont regroupées au sein d'une même piève dite de Sevinfuori.
- 1778 - La communauté de Cargèse est érigée en marquisat du comte de Marbeuf et devient une piève à part entière.
- 1789 - Avril, la Corse compte 11 juridictions royales (Aiacciu, Aleria, Bastia, Bonifaziu, Calvi et Balagna, Capicorsu, Corti, A Porta d’Ampugnani, Nebbiu, Sartè, Vicu) et 65 pievi.
  - 22 décembre, la France est divisée en 83 départements.
- 1790 - Le 26 février, un décret supprime les onze juridictions royales de l'île (Aiacciu, Aleria, Bastia, Bonifaziu, Calvi et Balagna, Capicorsu, Corti, A Porta d’Ampugnani, Nebbiu, Sartè et Vicu). La Corse est partagée en neuf districts (ex-provinces ou juridictions) : Bastia, Oletta, A Porta, Cervioni, Corti, l’Isula Rossa, Aiacciu, Tallà et Vicu. Le district est partagé en cantons (ex-pievi), le canton en communes. La piève de Sevinfuori prend le nom de canton de Sevinfuori. La piève de Marbeuf devient le canton de Cargèse.
  - Le 7 juillet, l’Assemblée nationale décide que la Corse n’aura qu’un seul évêque comme les autres départements. Le siège est fixé à Bastia. La Corse comptait auparavant cinq diocèses : Aiacciu, Aleria, Bastia, Mariana et Nebbiu. Disparait ainsi le diocèse de Sagone.
- 1791 - 29 septembre, en vertu du décret de la Constitution du 18 juin, l’assemblée fixe le chef-lieu du département à Corte et le siège de l’évêché à Ajaccio.
- 1793 - Le 11 août, la Corse est séparée en deux départements, le Liamone (chef-lieu : Aiacciu, districts : Aiacciu, Vicu et Sartè), et le Golo (chef-lieu : Bastia, districts : Bastia, Calvi et Corti). Cargèse intègre le canton de Sevinfuori.

### L'installation des Grecs en Corse

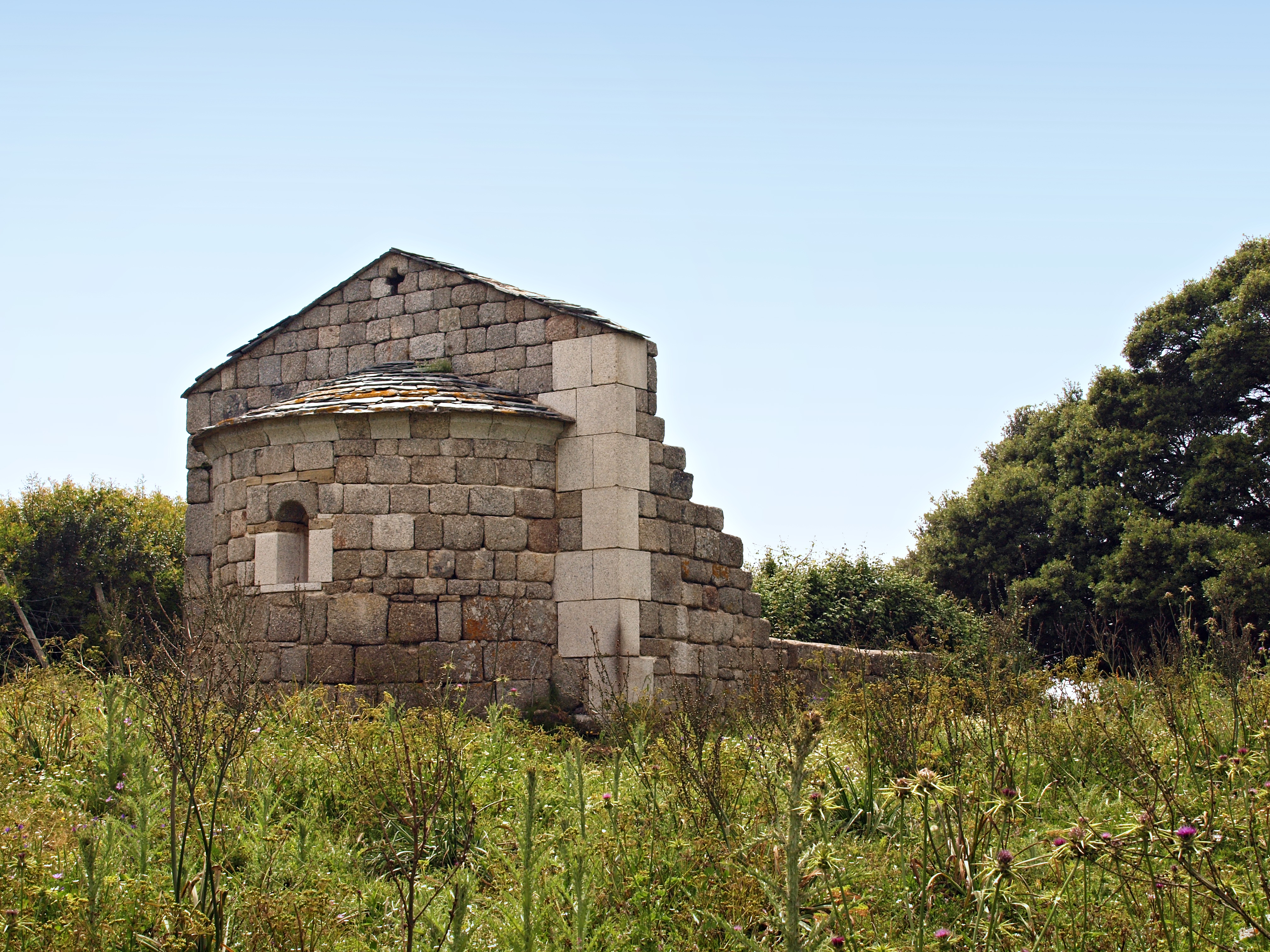
Ancienne église Sainte-Barbe devenue église Saint-Élie avec les Grecs

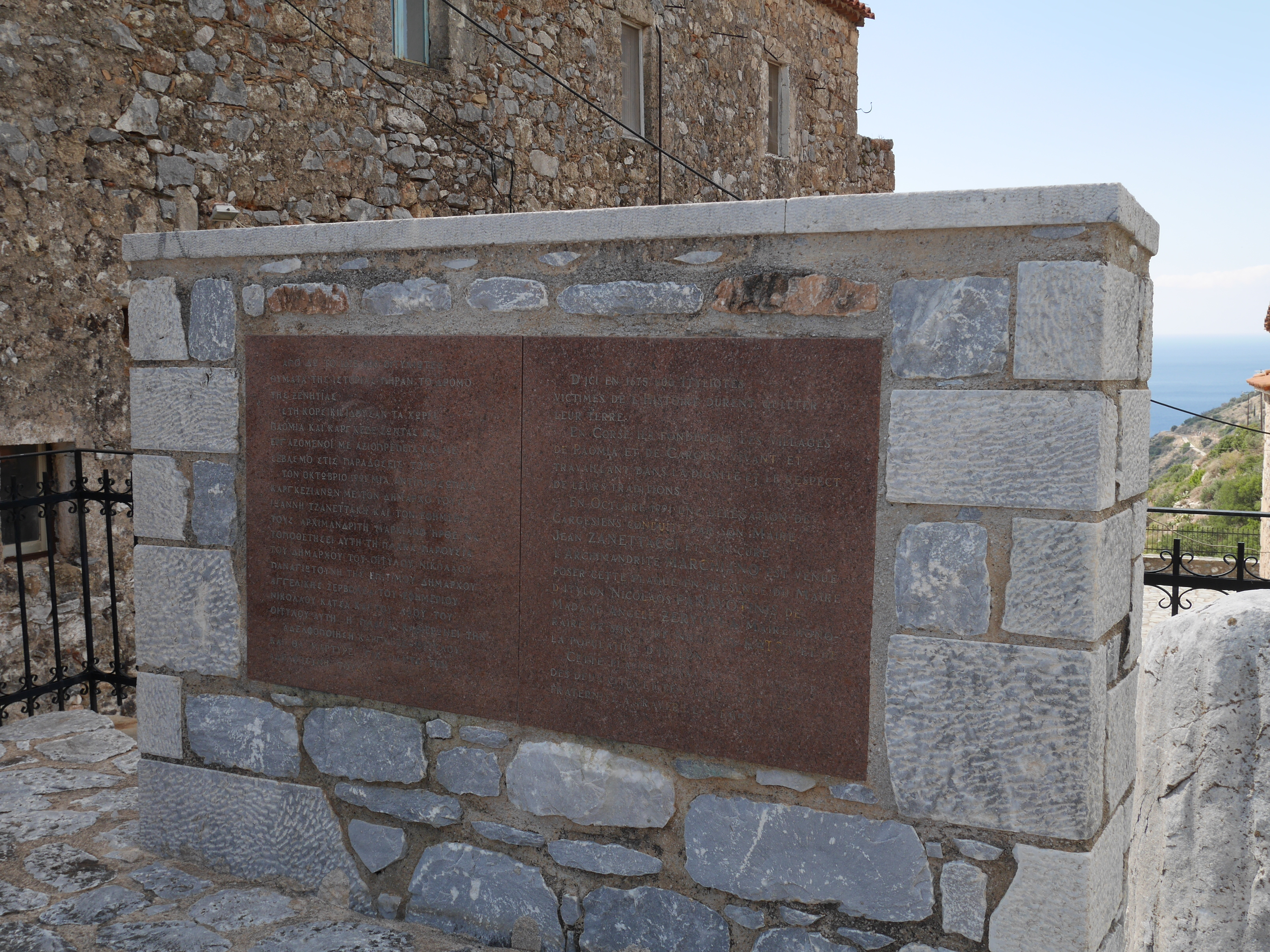
Plaque à Itylo commémorant le départ de la population pour la Corse

En 1676 arrivent près de 800 immigrés grecs auxquels Gênes a accordé le territoire de Paomia. La colonie relève et bâtit les maisons et édifices religieux dans 5 des lieux rasés au siècle précédent. Ces hameaux sont : Pancone (u Pancone), Corone (Curona), Rondolino (u Rundulinu), Salici (u Salge) et Monte-Rosso. « L'église qui devait desservir la paroisse fut bâtie dans le hameau de Rondolino, qui formait le milieu, et elle fut dédiée à Notre-Dame de l'Assomption. Un monastère fut aussi construit dans le hameau de Salici ».
55 ans après leur installation, les Grecs avaient fait de Paomia, "l'un des jardins de la Corse", comme l'écrivait l'historien Limperani qui avait visité la région en 1713. 
Le 30 avril 1731, la communauté grecque de Paomia, est envahie par une véritable armée de Corses qui brûlent et détruisent tout. Deux raisons essentielles expliquent ces faits : 
- En cédant Paomia aux Grecs, la république de Gênes n'avait point réglé le problème de la propriété des territoires de Paomia, Revinda et Salogna qui étaient considérés par les pièves de Vico, Renno et la Piana, comme leur appartenant[5].
- Survient la révolte des Corses contre Gênes. Les Grecs, sollicités par les Nationaux, refusent et demeurent fidèles à leurs bienfaiteurs. S'ensuivent plusieurs attaques des Corses qui conduisent les Grecs à se réfugier à Ajaccio, puis à revenir et à s'installer à Cargèse, etc., jusqu'à ce qu'un accord intervienne au début juin 1790, entre les colons grecs et les communautés de Vicu, Rennu, Letia, Appriciani et Balogna, pour un partage des terres[6].

La piève de Paomia que les Génois avaient accordée aux Grecs en 1676, sera ravagée dès 1731, désertée par ses occupants partis se réfugier à Ajaccio. Sur la "Carte militaire de l'Isle de Corse où sont marquées toutes les paroisses et tous les principaux hameaux de chaque pieve" (1768), Paomia n'y figure plus. La cité de Cargèse est fondée en 1773 par les mêmes Grecs de retour d'Ajaccio.
En 1756, sur la "Carte nouvelle de l'isle de Corse" dressée par le Sr Robert de Vaugondy, sur ordre du Maréchal De Maillebois (image ci-contre), la communauté de Paomia ne figure pas ; mais paraissent San Martino et la tour de Paomia aujourd'hui dite « tour de Cargèse ». 

De même, sur la "Carte militaire de l'Isle de Corse où sont marquées toutes les paroisses et tous les principaux hameaux de chaque pieve" (1768), on ne trouve plus trace de Paomia.
Durant la grande révolte des Corses contre Gênes, qui dura de 1729 à 1769, l’abbé Francesco Maria Accinelli auquel Gênes avait demandé d'établir à des fins militaires une estimation des populations à partir des registres paroissiaux, avait rapporté la destruction de la pieve de Siasalogna qui comprenait les communautés d'Ota, de Piana et de Paomia : « Giudisditione di Vico : Pieve di Siasalogna distrutta : Otta 76. Piane 187. Paomia de Greci 626. ».

## La piève civile
Au XIIe siècle, le territoire était dominé par les nobles pisans[réf. nécessaire] venus chasser les Maures[Qui ?] de l'île. Les Génois tentent de placer toute la Corse sous leur autorité mais trouvent des féodaux hostiles à leur emprise, tel le noble Giudice de Cinarca au milieu du XIIIe siècle. Celui-ci devient maître de l'île et se fait élire comte de Corse en 1264. Privé du soutien des Pisans et trouvant l'hostilité de la plupart des féodaux insulaires, il est finalement trahi par les siens et livré à ses ennemis à la fin du siècle. Il meurt au début du XIVe siècle.
Profitant de profonds désordres, des nobles tentent de reconstituer les domaines dont le comte de Corse les avait dépossédés. Leurs agissements provoquent la révolte antiseigneuriale de 1358 qui affecte l'ensemble de la Corse et qui verra s'affirmer le mouvement communal.
La plupart des châteaux sont détruits, dont celui de la Foce d'Orto.
Au XVIIIe siècle, six pievi « cioè Vico, Sorunzù, Sevinentro, Cruzini, e Siasalogna con 4 000 e più abitanti » forment la juridiction de Vico.

## La piève religieuse
Les pièves de Sia, Salogna et Paomia relevaient de l'autorité de l'évêque de Sagone. Pour des raisons sécuritaires, celui-ci résidait dans la pro-cathédrale de Calvi. Le diocèse était composé de 10 pièves : « Pino, Olmi, in Balagna, Vico, Siasalogna, Paomia, Ginerca, Sorunzù, Crozini, e Sorunzù di sotto, cioè Sevinentro ».

### L'église principale
Salogna

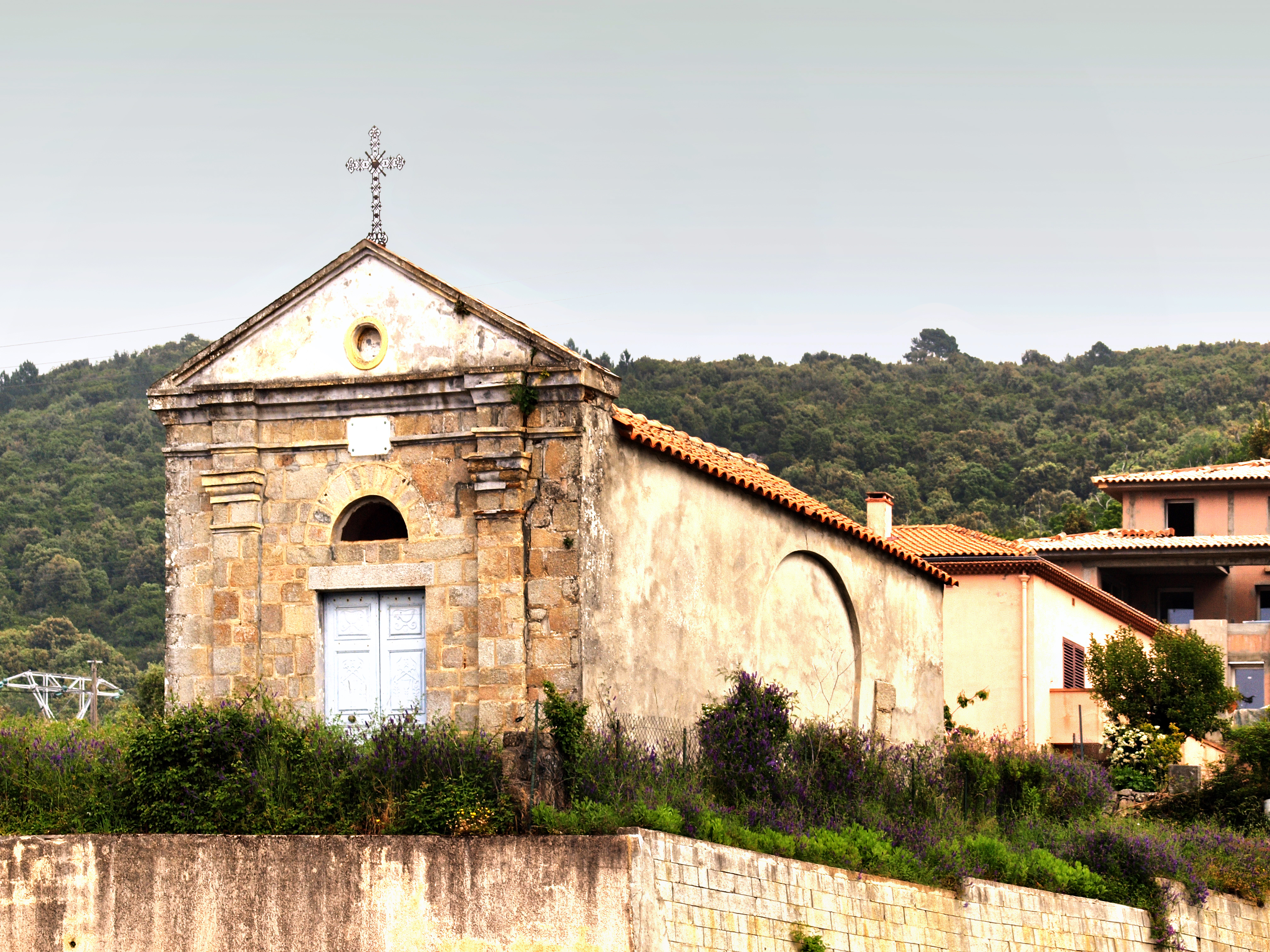
Ancienne Église St Pierre et Paul

À l'origine, la piève de Salogna était l’église Saint-Marcel. Elle avait été construite au XIIe siècle, en même temps que les trois églises piévanes dédiées à saint Jean-Baptiste de Paomia, Sevendentro et Sia. L’église Saint-Marcel de Salogna, désaffectée au fil des temps, en raison des guerres et incursions barbaresques, est remplacée par l'église St Pierre et Paul.
Érigée en cure en 1713 par l'évêque de Sagone, en remplacement de l’église Saint-Marcel de Salogna, l'église St Pierre et Paul devient la Pieve du Salognu. Elle sert d'église curiale jusqu'en 1795, date de l'ouverture au culte de l'église de l'Assomption.
L'église St Pierre et Paul date du XIIe siècle. Elle desservait depuis la « villa » de la Piana. Ruinée au XVe siècle par les guerres féodales opposant les seigneurs de Leca à Gênes, désertée et abandonnée à la suite des incursions répétées des Barbaresques, elle est rebâtie à la fin du XVIIe siècle.
L'église mentionné ruinée en 1868, est restaurée 10 ans plus tard et transformée en chapelle funéraire. Elle est devenue propriété de la commune.
L'église St Pierre et Paul est reprise à l'inventaire général du patrimoine culturel de la Collectivité territoriale de Corse.
Sia
L'église A Vecchia Chiesa, dédiée à Saint Jean-Baptiste (près de l'actuelle entrée du cimetière d'Ota), était l'église piévane de Sia, un lieu habité depuis longtemps rayé des cartes. Elle avait été construite au XIIe siècle, en même temps que les églises saint Jean-Baptiste de Paomia et de Sevendentro, ainsi que l'église saint Marcel de la Salogna.
Paomia
L'église Saint-Jean-Baptiste dite « église piévane Saint-Jean-Baptiste de Paomia » construite au XIIe siècle, se situe à Paomia. Elle a constitué au cours du Moyen Âge l'église principale (Pieve) de la pieve de Paomia. 
Elle a été plusieurs fois dévastée par les Barbaresques dès la fin du XVe siècle. Elle est reconstruite en fin du XVIIe siècle par la colonie grecque de Vitylo (actuellement Oytilo, en grec moderne Οίτυλο). Elle est à nouveau endommagée en 1731, lors de l'insurrection des Corses contre l'autorité génoise, avant d'être définitivement abandonnée. En 1839, elle est visitée par Prosper Mérimée alors en tournée en Corse. 
Elle est reprise à l'Inventaire général du patrimoine culturel.